# فرودگاه صحرایی ماکسسون
فرودگاه صحرایی ماکسسون (به انگلیسی: Maxson Airfield) یک فرودگاه خصوصی بهره‌برداری هوایی است که یک باند فرود آسفالت دارد و طول باند آن ۱۳۰۵ متر است. این فرودگاه در کشور ایالات متحده آمریکا قرار دارد و در ارتفاع ۱۰۴ متری از سطح دریا واقع شده‌است.